# Kamnická Bistrica
Kamnická Bistrica (slovinsky Kamniška Bistrica) je alpská řeka v severním Slovinsku, levostranný přítok Sávy. Pramení v Kamnicko-Savinjských Alpách (část Jižních vápencových Alp) v blízkosti hranic s Rakouskem. Je dlouhá 33 kilometrů. Kamnická Bistrica protéká městem Kamnik, kde je napájena řekou Nevljica. Vlévá se do Sávy jižně od vesnice Videm, asi 10  km východně od Lublaně.